# Tinοs: Myrsini - akrotiriο Leivada
Tinοs: Myrsini - akrotiriο Leivada este o arie protejată (arie specială de conservare — SAC, sit de importanță comunitară — SCI) din Grecia întinsă pe o suprafață de 1.995,53 ha, integral pe uscat.

## Localizare
Centrul sitului Tinοs: Myrsini - akrotiriο Leivada este situat la coordonatele 37°35′23″N 25°13′47″E / 37.589705°N 25.229798°E.

## Înființare
Situl Tinοs: Myrsini - akrotiriο Leivada a fost declarat sit de importanță comunitară în august 1996 pentru a proteja 1 specie de plante și 3 specii de animale. Situl a fost protejat și ca arie specială de conservare în martie 2011.

## Biodiversitate
Situată în ecoregiunea mediteraneană, aria protejată conține 17 habitate naturale: Bancuri de nisip acoperite în permanență slab de apă marină, Straturi cu Posidonia (Posidonion oceanicae), Recifuri, Vegetație anuală la limita mareei, Faleze cu vegetație de Limonium spp. endemic de pe coastele mediteraneene, Lacuri eutrofice naturale cu vegetație de tip Magnopotamion sau Hydrocharition, Iazuri temporare mediteraneene, Râuri mediteraneene cu debit intermitent, cu specii de Paspalo-Agrostidion, Sarcopoterium spinosum phryganas, Pajiști umede mediteraneene cu ierburi înalte de Molinio-Holoschoenion, Pante stâncoase silicioase cu vegetație casmofită, Peșteri marine scufundate complet sau parțial, Galerii de Salix alba și de Populus alba, Păduri de Platanus orientalis și Liquidambar orientalis (Platanion orientalis), Galerii și tufărișuri riverane sudice (Nerio-Tamaricetea și Securinegion tinctoriae), Păduri de Olea și Ceratonia, Păduri de Quercus macrolepis.
La baza desemnării sitului se află mai multe specii protejate:
- plante (1): Crepis pusilla
- reptile (3): Chelonia mydas, șarpele cu patru dungi (Elaphe quatuorlineata), Mauremys rivulata

Pe lângă speciile protejate, pe teritoriul sitului au mai fost identificate 1 specie de amfibieni, 8 specii de reptile.